# やっぱり君はそうさバッチリさ
やっぱり君はそうさバッチリさは、2013年3月22日に発売されたTEAM MII（現・3776）のシングル。

## 解説
- 「やっぱり」「君は」「そうさ」「バッチリさ」の頭文字を読むとヤキソバとなる折句[1]。
- CD版は長らく廃盤であったが2014年12月29日からOTOTOYで24bit/44.1kハイレゾ版の配信が開始した[2]。

## 収録曲
- 全作詞・作曲：石田彰

1. やっぱり君はそうさバッチリさ
2. やっぱり君ともそのうちバイバイ
3. 湧玉池便り
4. も☆ちょっと女の子
5. やっぱり君はそうさバッチリさ [Instrumental]
6. やっぱり君ともそのうちバイバイ [Instrumental]
7. 湧玉池便り [Instrumental]
8. も☆ちょっと女の子 [Instrumental]